# Sankt Andrä am Zicksee
Sankt Andrä am Zicksee est une commune autrichienne du district de Neusiedl am See dans le Burgenland.